# دونتن
دونتن (بالألمانية: Dürnten) هي إحدى بلديات مقاطعة هينفيل في كانتون زيورخ بسويسرا. تبلغ مساحتها 10.19 كيلومتر مربع، ويقدر عدد سكانها بـ 7570 نسمة (حسب تعداد ديسمبر 2017).

## أعلام
- بول إيغلي